# Cedeira
Cedeira – miasto w Hiszpanii, w prowincji A Coruña, we wspólnocie autonomicznej Galicja (Hiszpania).

## Zabytki i miejsca warte zobaczenia
- Zachowane mury miejskie na terenie średniowiecznej starówki
- Kościół parafialny Nuestra Señora del Mar de Cedeira z XV wieku

W lipcu na placu Świętego Serca Maryi (hiszp. Plaza del Sagrado Corazon) odbywa się festiwal kultury średniowiecznej